# Atletismo nos Jogos Paralímpicos de Verão de 2024
O atletismo nos Jogos Paralímpicos de Verão de 2024 foi realizado no Stade de France entre os dias 30 de agosto e 7 de setembro, além da maratona no dia 8 de setembro de 2024, saindo da comuna de La Courneuve e tendo como ponto de chegada o Les Invalides. Há um total de 164 eventos de medalha: 90 para homens, 73 para mulheres e um evento misto, três provas masculinas a menos que a edição anterior, enquanto que a feminina e a mista permanecem iguais. Será a maior disputa do programa dos jogos em número de atletas e provas de medalhas a ser programada.

## Calendário
| Agosto/Setembro | 28 | 29 | 30 | 31 | 1 | 2 | 3 | 4 | 5 | 6 | 7 | 8 |
| --------------- | -- | -- | -- | -- | - | - | - | - | - | - | - | - |
| Atletismo       |    |    |    |    |   |   |   |   |   |   |   |   |

|  | Dia de competição/Dia de final |

## Classificação e eventos
Os atletas participantes recebem uma classificação conforme as suas deficiências (T denota eventos de pista, F denota eventos de campo). Eles são categorizados em sete classificações diferentes:
- T/F 11-13: Atletas cegos (11) e deficientes visuais (12-13); atletas de corrida geralmente corriam com um guia.
- T/F 20: Atletas com deficiência intelectual.
- T/F 31-38: Atletas com paralisia cerebral ou outras deficiências de coordenação. 31-34 para eventos para cadeiras de rodas e 35-38 para eventos de corrida.
- F 40-41: Les Autres - normalmente para atletas com nanismo.
- T/F 42-47: Atletas que são amputados. Em eventos de campo, alguns atletas competiriam em eventos sentados.
- T/F 51-58: Atletas com lesão ou deficiência na medula espinhal. Em eventos de campo, a maioria dos atletas competiria em eventos sentados.
- T/F 61-64: Atletas que têm uma prótese afetada por deficiência de membro e diferença de comprimento da perna.

## Medalhistas

### Quadro de medalhas

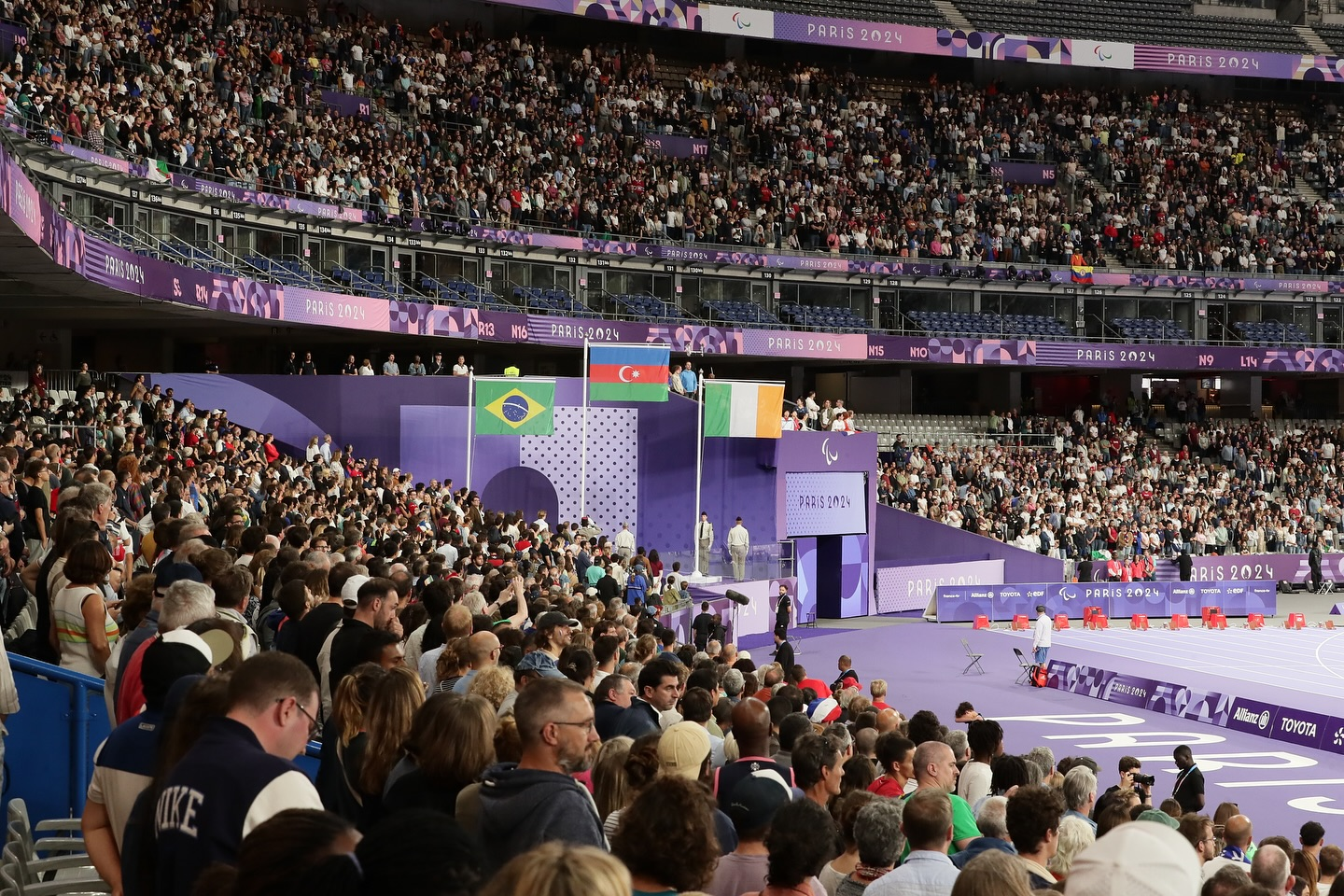
Hasteamento das bandeiras do Azerbaijão, Brasil e da Irlanda durante uma cerimônia de pódio

País sede destacado
| Ordem | País                               | Medalha de ouro | Medalha de prata | Medalha de bronze |     |
| ----- | ---------------------------------- | --------------- | ---------------- | ----------------- | --- |
| 1     | CHN China                          | 21              | 22               | 16                | 59  |
| 2     | USA Estados Unidos                 | 10              | 14               | 14                | 38  |
| 3     | BRA Brasil                         | 10              | 11               | 15                | 36  |
| –     | NPA Atletas Paralímpicos Neutros   | 10              | 6                | 11                | 27  |
| 4     | UKR Ucrânia                        | 8               | 6                | 5                 | 19  |
| 5     | UZB Uzbequistão                    | 8               | 4                | 4                 | 16  |
| 6     | SUI Suíça                          | 7               | 4                | 2                 | 13  |
| 7     | GBR Grã-Bretanha                   | 6               | 8                | 4                 | 18  |
| 8     | COL Colômbia                       | 6               | 1                | 9                 | 16  |
| 9     | NED Países Baixos                  | 5               | 4                | 3                 | 12  |
| 10    | TUN Tunísia                        | 5               | 3                | 3                 | 11  |
| 11    | CAN Canadá                         | 5               | 3                | 1                 | 9   |
| 12    | CUB Cuba                           | 5               | 1                | 1                 | 7   |
| 13    | IND Índia                          | 4               | 6                | 7                 | 17  |
| 14    | ITA Itália                         | 4               | 3                | 1                 | 8   |
| 15    | BEL Bélgica                        | 4               | 1                | 1                 | 6   |
| 16    | ALG Argélia                        | 4               |                  | 3                 | 7   |
| 17    | MAR Marrocos                       | 3               | 6                | 4                 | 13  |
| 18    | IRI Irã                            | 3               | 6                | 3                 | 12  |
| 19    | AUS Austrália                      | 3               | 2                | 6                 | 10  |
| 19    | AZE Azerbaijão                     | 3               | 1                |                   | 4   |
| 20    | THA Tailândia                      | 2               | 5                | 1                 | 8   |
| 21    | GRE Grécia                         | 2               | 2                | 3                 | 7   |
| 22    | MEX México                         | 2               | 2                | 2                 | 6   |
|       | POL Polônia                        | 2               | 2                | 2                 | 6   |
| 24    | VEN Venezuela                      | 2               | 2                |                   | 4   |
| 25    | ETH Etiópia                        | 2               | 1                |                   | 3   |
| 26    | RSA África do Sul                  | 2               |                  | 2                 | 4   |
|       | ECU Equador                        | 2               |                  | 2                 | 4   |
| 28    | CRC Costa Rica                     | 2               |                  |                   | 2   |
| 29    | ESP Espanha                        | 1               | 3                | 5                 | 9   |
| 30    | GER Alemanha                       | 1               | 3                | 4                 | 8   |
| 31    | NZL Nova Zelândia                  | 1               | 3                | 2                 | 6   |
| 32    | ARG Argentina                      | 1               | 2                | 3                 | 6   |
| 33    | HUN Hungria                        | 1               | 2                |                   | 3   |
| 34    | POR Portugal                       | 1               | 1                | 1                 | 3   |
| 35    | LAT Letônia                        | 1               | 1                |                   | 2   |
| 36    | KWT Kuwait                         | 1               |                  | 1                 | 2   |
|       | NAM Namíbia                        | 1               |                  | 1                 | 2   |
| 38    | KSA Arábia Saudita                 | 1               |                  |                   | 1   |
|       | BUL Bulgária                       | 1               |                  |                   | 1   |
|       | GEO Geórgia                        | 1               |                  |                   | 1   |
| 41    | JPN Japão                          |                 | 4                | 3                 | 7   |
| 42    | FRA França                         |                 | 3                | 2                 | 5   |
| 43    | DEN Dinamarca                      |                 | 2                | 1                 | 3   |
|       | MAS Malásia                        |                 | 2                | 1                 | 3   |
|       | TUR Turquia                        |                 | 2                | 1                 | 3   |
| 46    | INA Indonésia                      |                 | 2                |                   | 2   |
| 47    | FIN Finlândia                      |                 | 1                | 3                 | 4   |
| 48    | CRO Croácia                        |                 | 1                | 1                 | 2   |
|       | SRB Sérvia                         |                 | 1                | 1                 | 2   |
| 50    | MGL Mongólia                       |                 | 1                |                   | 1   |
|       | NGR Nigéria                        |                 | 1                |                   | 1   |
|       | NOR Noruega                        |                 | 1                |                   | 1   |
|       | KEN Quênia                         |                 | 1                |                   | 1   |
|       | SRI Sri Lanka                      |                 | 1                |                   | 1   |
|       | TTO Trinidad e Tobago              |                 | 1                |                   | 1   |
| 56    | IRQ Iraque                         |                 |                  | 2                 | 2   |
| 57    | AUT Áustria                        |                 |                  | 1                 | 1   |
|       | KAZ Cazaquistão                    |                 |                  | 1                 | 1   |
|       | IRL Irlanda                        |                 |                  | 1                 | 1   |
|       | JOR Jordânia                       |                 |                  | 1                 | 1   |
|       | LUX Luxemburgo                     |                 |                  | 1                 | 1   |
|       | MRI Maurício                       |                 |                  | 1                 | 1   |
|       | PAK Paquistão                      |                 |                  | 1                 | 1   |
|       | RPT Time Paralímpico de Refugiados |                 |                  | 1                 | 1   |
| TOTAL | TOTAL                              | 164             | 166              | 165               | 495 |